# Colisión Vía Láctea-Andrómeda
La colisión entre la Vía Láctea y Andrómeda, las dos galaxias más grandes del Grupo Local, es un evento que se cree tendrá lugar en el futuro, y en el cual las dos galaxias acabarán por fusionarse y convertirse en una galaxia mucho más grande (muy posiblemente, una galaxia espiral).
Si bien se sabe que ambas galaxias se acercan a una velocidad de alrededor de 300 kilómetros por segundo referida al Sol y que se acercarán dentro de aproximadamente 3800 millones de años, cosa confirmada por la sonda Gaia en 2013, lo único que está claro es que, con mucha probabilidad, tarde o temprano acabará por ocurrir, y así investigaciones recientes realizadas con ayuda del telescopio espacial Hubble no solo confirman este escenario sino que sugieren que la Vía Láctea y la galaxia de Andrómeda se acercarán mucho dentro de 3870 millones de años y que la fusión final entre ambas tendrá lugar dentro de 5860 millones de años.

## La colisión de las dos galaxias

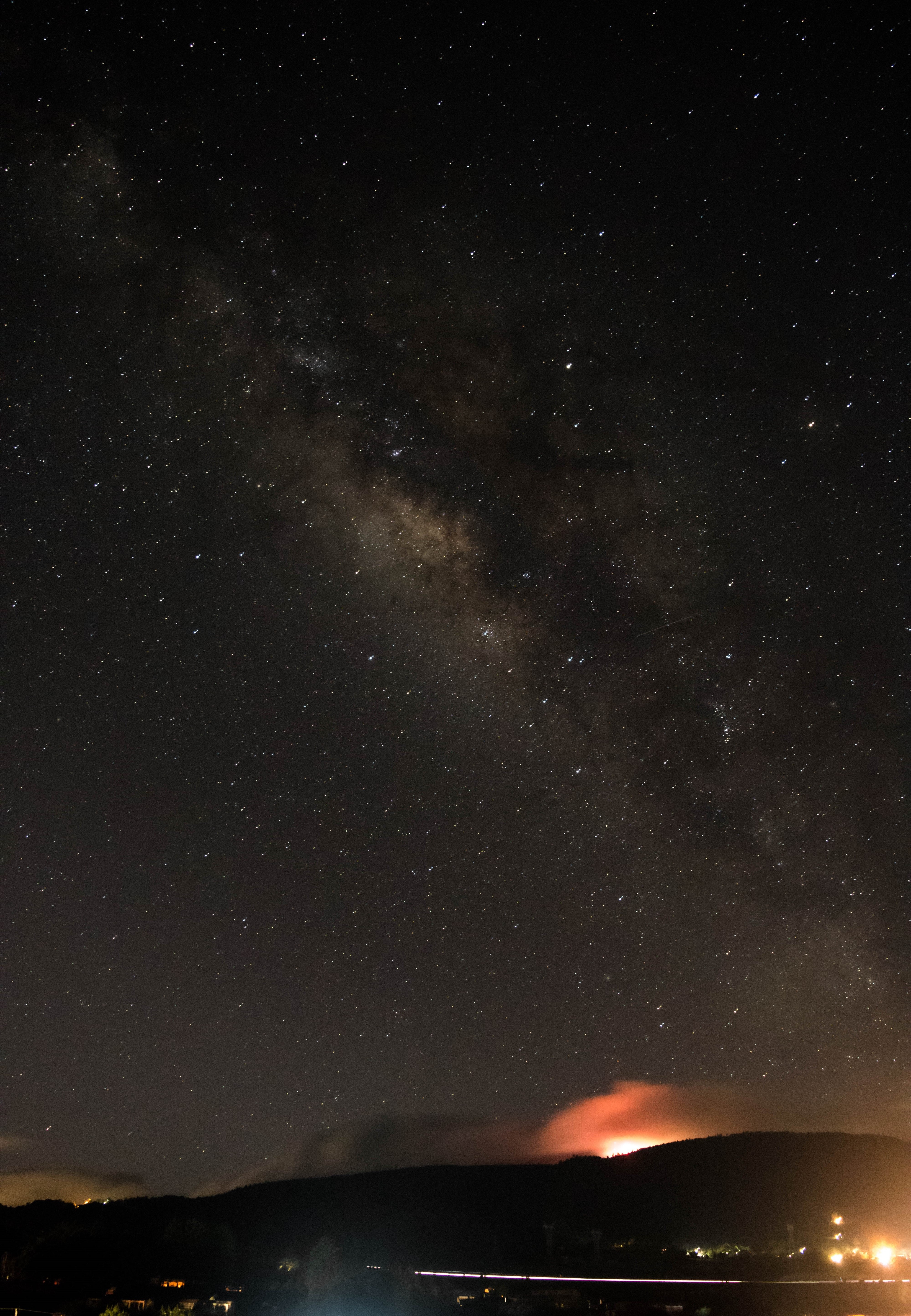

Con el paso de los años la galaxia de Andrómeda parecerá ir aumentando de tamaño al irse acercando hasta llegar un momento —en el caso de que ambas galaxias fueran a chocar— en el que el cielo estaría dominado no solo por la banda difusa que es como se ve nuestra galaxia, sino también por Andrómeda, que aparecería probablemente similar a como la podemos ver hoy, solo que mucho mayor, lo suficiente como para poder ver a simple vista su estructura espiral. Esta impresionante vista duraría unos pocos millones de años, un tiempo breve en términos astronómicos, tras los cuales Andrómeda se pondría de canto y su gravedad, combinada con la de la Vía Láctea, empezaría a actuar, y cuanto más cerca estuvieran una de la otra.
La interacción gravitatoria entre las dos galaxias provocaría la acentuación de la estructura espiral en ambas, así como un notable aumento de la formación estelar en las dos al comprimirse el gas de sus discos, y colas de estrellas, gas y polvo expulsadas al espacio intergaláctico —que eventualmente caerían de nuevo a las dos galaxias o que se romperían formando galaxias satélites—; en un primer momento, Andrómeda y la Vía Láctea vistas desde lejos parecerían las galaxias NGC 2207 e IC 2163, las cuales actualmente están interaccionando, y al irse alejando recordarían a la Galaxia de las antenas.

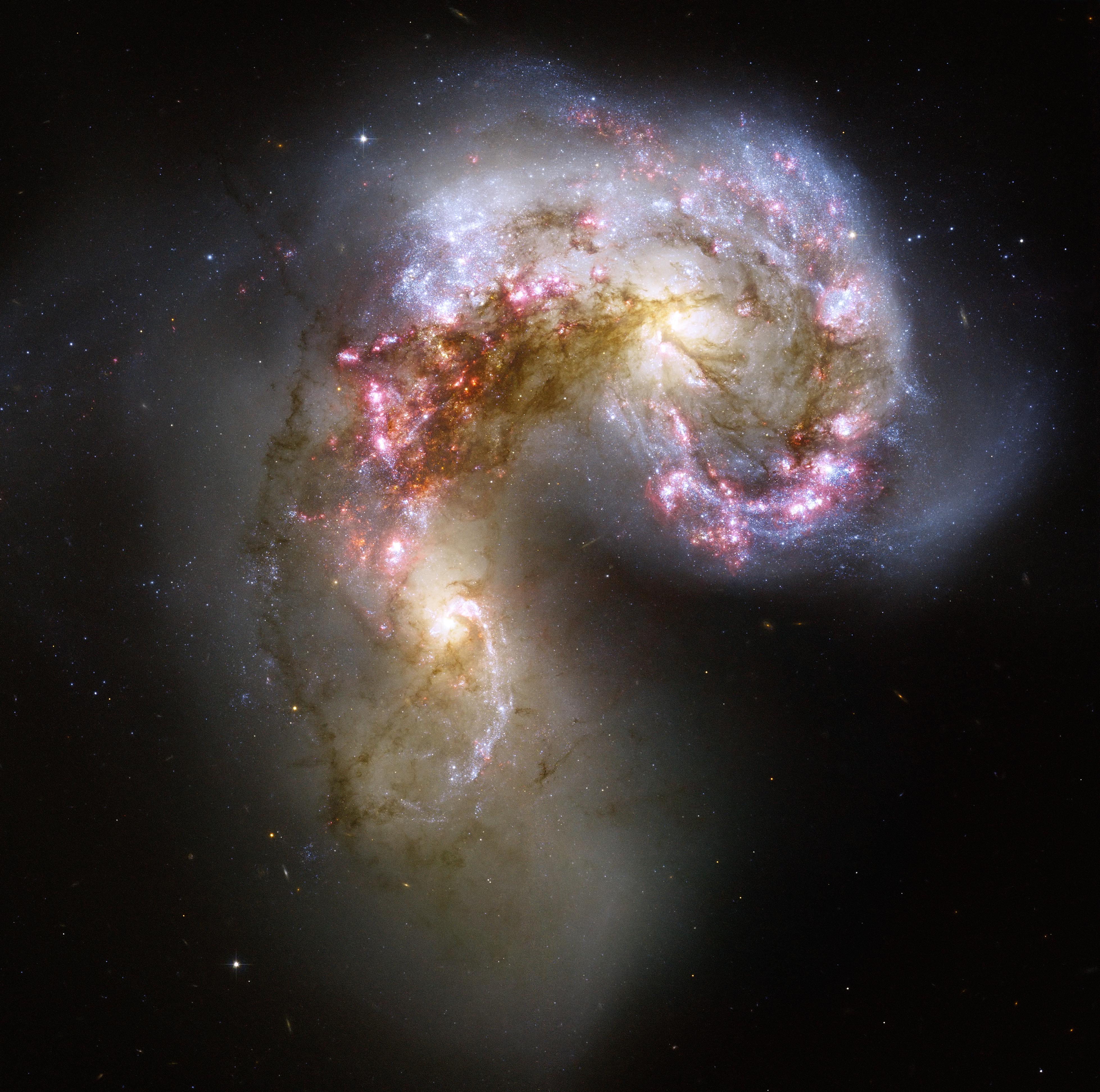
Galaxia de las antenas. Este es posiblemente el aspecto que presentarían vistas desde lejos la Vía Láctea y Andrómeda mientras se alejaran la una de la otra.

Las dos galaxias se alejarían una de la otra hasta que su atracción gravitatoria las frenara y las obligara a acercarse de nuevo la una a la otra, y esta vez de manera definitiva. Las dos chocarían finalmente, y el resultado de ello sería un intenso brote de formación estelar. Dada la presencia de agujeros negros supermasivos en el centro de cada galaxia, estos se fusionarían con una gran emisión de ondas gravitatorias y la acumulación de gas formará un cuásar. La fusión definitiva de las dos galaxias formará posiblemente una galaxia espiral gigante que ha sido bautizada con el nombre de Lactómeda. 
Es importante señalar que, pese a la violencia del evento, las colisiones entre estrellas serían muy raras debido a su gran pequeñez en comparación con la inmensidad del espacio que hay entre ellas —si el Sol fuera una canica de 1 centímetro de diámetro, Alfa Centauri (la estrella más próxima) estaría a alrededor de 300 kilómetros—. 
Ya en 1959 se sugirió la probabilidad de que este evento sucediera, pero hasta recientemente no ha podido verificarse lo que ocurriría gracias al uso de simulaciones informáticas; las más recientes confirman este modelo —con diferencias como que, de acuerdo con dichas simulaciones, por entonces quedará poco gas en los discos de Andrómeda y la Vía Láctea, por lo que el mencionado brote estelar que se produzca será bastante débil; sin embargo, puede quedar el suficiente para producir un núcleo galáctico activo o incluso el mencionado cuásar al acumularse el gas en la región central—.
De acuerdo con investigaciones recientes, en este evento es muy posible que esté también involucrada M33, la tercera galaxia más importante del Grupo Local. Los modelos sugieren escenarios que van desde una colisión entre la Vía Láctea y dicha galaxia antes de producirse la colisión con Andrómeda hasta una expulsión del Grupo Local de M33, pero la más probable es que entre en una órbita alrededor de Lactómeda pero para acabar también fusionándose con ella en un futuro aún más remoto.

## Destino del Sol
Los modelos utilizados para ésta colisión permiten obtener las probabilidades de dónde acabaría nuestro Sol tras la colisión; las opciones incluyen acabar en el halo galáctico de la nueva galaxia, que durante la colisión fuera arrancado de la Vía Láctea y pasara a formar parte de Andrómeda (aunque parece poco probable), que si la galaxia M33 participa en la colisión la atravesara pero sin dejar de pertenecer a Lactómeda, o que acabara en el espacio intergaláctico, algo que también parece tener una baja probabilidad; el escenario más posible según los últimos estudios es que acabe a una mayor distancia del centro de la nueva galaxia que la que le separa actualmente del de la Vía Láctea.
Además de tener en cuenta que es muy poco probable que este suceso afecte a las órbitas planetarias dada la gran distancia entre las estrellas dentro de una galaxia, conviene observar que, si la colisión se produce dentro de 3000 millones de años, nuestro Sol seguirá brillando por entonces y estará en la secuencia principal aún. Sin embargo, los modelos de evolución solar apuntan a que para entonces la Tierra será inhabitable debido al aumento de luminosidad de nuestra estrella —véase Formación y evolución del sistema solar—.

## Lactómeda
Lactómeda es el nombre que se ha dado a la galaxia resultante de la colisión entre la Vía Láctea y Andrómeda.
Un estudio reciente ha mostrado mediante modelos el aspecto que presentaría dicha galaxia, y muestra un objeto muy similar a una galaxia espiral gigante en aspecto y luminosidad, aunque su centro presentaría una densidad estelar mucho menor que la existente en ellas.
Esta galaxia representará el estadio evolutivo final del Grupo Local, incluyendo el resto de las galaxias de este, y llegará un momento en el que —junto a posibles galaxias satélite que pudiera tener— será el único objeto visible para hipotéticos observadores que puedan existir en ese lejano futuro.